# 特定屋
特定屋 (とくていや) とは、TwitterやInstagram等のSNSや5ちゃんねる等の掲示板で画像や動画から住所や氏名、電話番号などを割り出して特定しようとする者のことであり、収益目的の人もいる。特定厨や特定班とも呼ばれる。

## 特定の方法
画像の位置情報に加え、写りこんだ風景や物を手がかりに場所を絞り込む。
例:飲食店で撮影された画像なら、料理や食器の特徴をもとにグルメサイトなどで検索する。
マンホールなど自治体によってデザインが異なるものも大きな特定の手がかりとなる。
また、停電や電車の運転見合わせ等に関する物であれば、時間が限られるため、より特定しやすい。
小学校や中学校を特定し学区情報から住所を絞り込み特定する。
ベランダや窓から撮影された写真をSNSから探す。
不動産のポータルサイトから、物件の情報を探し住居を特定する。
郵便物や宅配便の伝票から、住所を特定する。

## 主な「特定屋」に関する事件の歴史
まだ、SNSやスマホが一般的でない2000年頃には、インターネットのサーバーから、書き込んだ人間を特定して、どのようなパソコンを使って書き込みしたのかを分析して、書き込みを行なったおおよそのエリアを特定するようなことがあった。
2003年には2ちゃんねるで初めての炎上事件「JOY祭り」が発生し、これも特定屋に自身のウェブサイトや出ていた雑誌の情報から特定されたことが原因であった。
2018年にはSNSに投稿された内容から「忍び込む家」を選定していた窃盗団が、愛知県内で検挙されている。
2019年には女性アイドルが、瞳に写り込んだ景色からその場所を特定されてしまうこともあった。
2021年には特定された情報がストーカー等に悪用され、特定屋に依頼した30代の人物がストーカー行為で逮捕される事件が東京都で発生した。
2025年には、ライブ配信サービス「ふわっち」で活動する20代の女性配信者が、東京都新宿区高田馬場で山手線の周囲を歩きながらライブ配信を行なっていたところ、栃木県から来た40代の男性に、映像から女性の居場所を特定され、殺害される事件が発生した。彼はその後金銭トラブルが原因と述べている。

## 特定を防ぐ方法
写真撮影時にGPSの設定をオフにする、タピオカドリンク等反射しやすい物や、降雪など普段はあまりない現象に関する投稿や写真を投稿する際には、十分注意する、居住地域や居場所を示唆する内容の投稿をしない等が挙げられる。